# Сафиназ Нурефсун Кадын-эфенди
Сафина́з Нурефсу́н Кады́н-эфе́нди (тур. Safinaz Nurefsun Kadın Efendi; ок. 1851—1915, Стамбул) — третья жена османского султана Абдул-Хамида II. Сафиназ пробыла в гареме султана 10 лет, после чего получила развод и вышла замуж во второй раз.

## Имя
Согласно Сакаоглу, третья жена Абдул-Хамида II носила имена «Нурефсу́н» (тур. Nurefsun) и «Сафина́з» (тур. Safinaz), при этом Алдерсон называет её просто «Сафина́з». Также, Сакаоглу пишет, что источники упоминают в качестве имени этой женщины «Нурефзу́н» (тур. Nurefzun). Версии Сакаоглу о двойном имени также придерживался и Чагатай Улучай. И Сакаоглу и Улучай предполагают, что имя «Сафина́з» девушке дал Осман Нури-бей в своей книге Abdülhamid-i Sanî ve devri saltanatı, а «Нурефсу́н» — было её реальным именем в гареме.

## Биография
Точное происхождение Сафиназ неизвестно. Историк Недждет Сакаоглу предполагал, что она родилась примерно в 1851 году и была черкешенкой. В гарем Сафиназ попала вместе с сестрой Йылдыз ещё в царствование Абдул-Азиза: «хорошо обученных и прекрасных наложниц» султану подарил тунисский визирь Хайреддин-паша. Йылдыз в конечном итоге стала одной из фавориток (гёзде) Абдул-Азиза, а Сафиназ — третьей женой Абдул-Хамида II.
Первоначально Абдул-Азиз планировал сделать обеих девушек своими гёзде и приказал приготовить для них покои во дворце Долмабахче. Высокая и стройная Сафиназ каким-то образом познакомилась с молодым шехзаде Абдул-Хамидом, после чего воспротивилась воле султана. Абдул-Хамиду девушка также понравилась, и он попросил свою мачеху Пиристу Кадын-эфенди помочь перевести Сафиназ в свой гарем. Дальнейшие события, пересказанные турецким драматургом Нахидом Сырры Ориком, подвергаются сомнению. Якобы Пиристу отправилась к валиде Абдул-Азиза Пертевниял-султан и попросила о переводе девушки в гарем пасынка, но Пертевниял отказала, на что Пиристу ответила, что молодые девушки нужны молодым шехзаде и во дворце Абдул-Азиза живут шехзаде, которые получают наложниц из гарема султана; на что оскорблённая Пертевниял заявила: «Разве мой сын перестал быть мужчиной, если ему уже исполнилось сорок лет?». Пиристу продолжала настаивать, и Пертевниял объявила, что Сафиназ получит свободу и сможет покинуть гарем, но только в качестве невесты, а не наложницы шехзаде. По словам Орика, Пиристу согласилась с условием валиде: Сафиназ стала женой шехзаде, получила имя «Нурефсун» и после восшествия Абдул-Хамида II на престол получила титул третьей жены. По другой версии, Пиристу сообщила султану, что девушка больна и ей нужно сменить климат. Поскольку во дворце опасались, что у Сафиназ туберкулёз, она была удалена из дворца и скрывалась в доме родственников Пиристу. По прошествии некоторого времени Пиристу объявила, что Сафиназ скончалась, а сама девушка под именем Нурефсун вошла в гарем шехзаде. Согласно же третьей версии, Сафиназ и Нурефсун были разными девушками: они были привезены из Черкесии и Адапазары и были отданы в качестве наложниц одна султану, другая некоему бею.
Сафиназ прожила в гареме Абдул-Хамида II 10 лет и, несмотря на то, что её отношения с султаном строились на взаимной любви, попросила о разводе. Причиной развода женщина назвала тот факт, что она так и не смогла найти общий язык с женщинами в гареме и постоянно подвергалась нападкам с их стороны. Кроме того, Сафиназ так и не смогла родить ребёнка: от двух предыдущих жён, Назикеды и Бедрифелек, у султана было четверо детей, а четвёртая жена, Бидар Кадын-эфенди, одного за другим родила султану ещё двоих детей. Неспособность родить султану ребёнка делала Сафиназ глубоко несчастной. В 1878 году Абдул-Хамид II дал Сафиназ развод, выделив ей большой особняк для проживания и 50 золотых ежемесячно.
Спустя некоторое время Сафиназ вышла замуж за Эсвапчы Сафвет-бея. Случай, когда жена султана покинула гарем и вновь вышла замуж, не был единичным: ранее шестая бездетная жена Абдул-Меджида I Безмиара Кадын-эфенди также получила развод с султаном и стала женой паши. Второй брак Сафиназ также остался бездетным. После заключения второго брака Сафиназ виделась с бывшим супругом лишь однажды — во время посещения мечети Хырка-и Шериф близ Топкапы. С султаном в тот день были и другие его жёны: Бедрифелек Башкадын-эфенди (Назикеда скончалась ранее) и Бидар Кадын-эфенди, носившая титул второй жены. Орик полагал, что Сафиназ поддерживала дружеские отношения с некоторыми женщинами гарема, например с Мюшфикой Кадын-эфенди. По словам Орика, после встречи с бывшей женой Абдул-Хамид II сказал Мюшфике: «Не смотри на её нынешнее состояние. Когда-то она была невероятно красива».
О дальнейшей жизни Сафиназ никаких данных нет. Она умерла в Стамбуле в 1915 году. Вдовец Сафиназ в том же году женился на бывшей гёзде (фаворитке) Абдул-Хамида II Дюрдане-ханым.